# Liste der National Historic Landmarks in Maryland

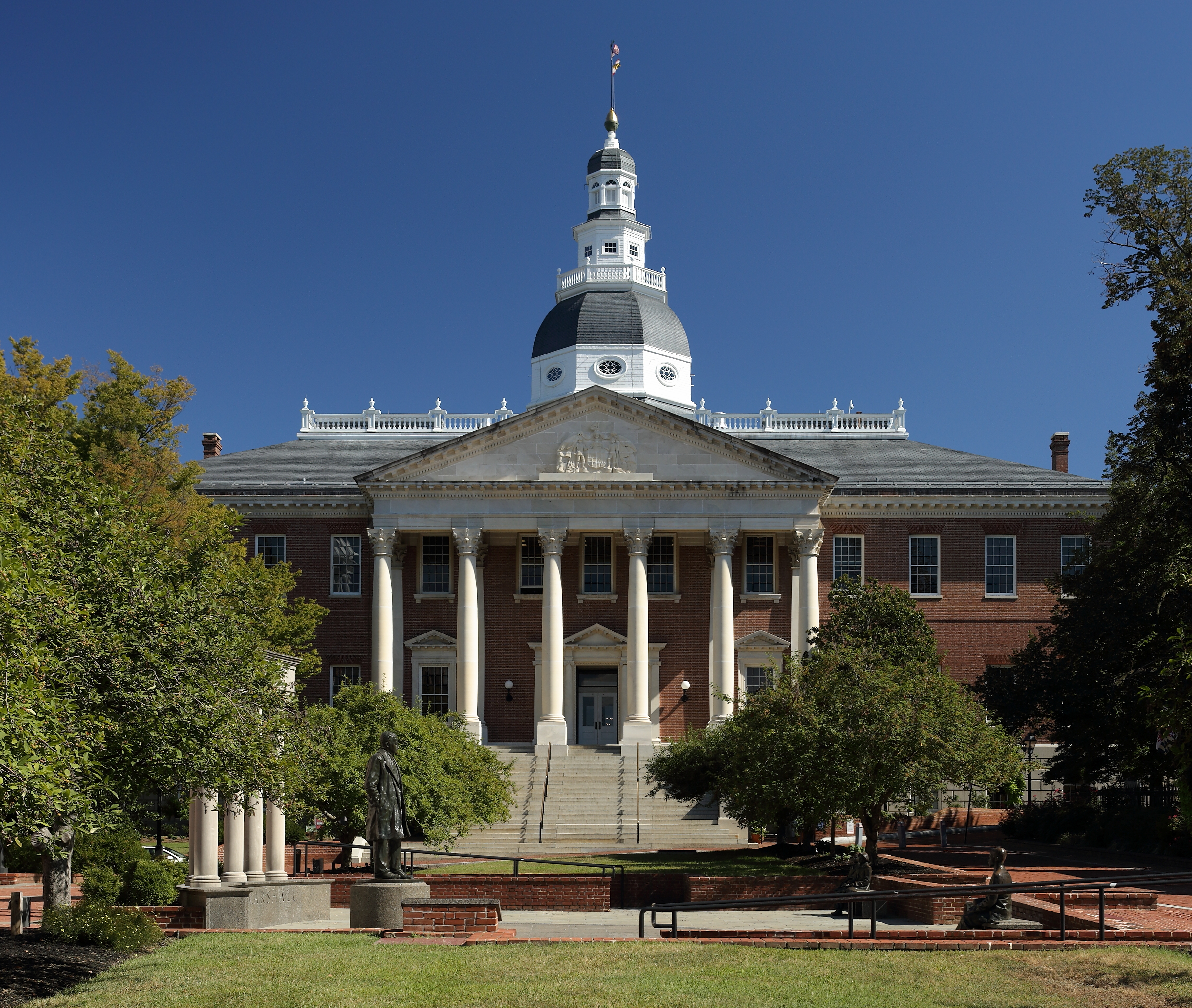
Maryland State House, Annapolis

Die Liste der National Historic Landmarks in Maryland führt die historischen Objekte und Orte, die im amerikanischen Bundesstaat Maryland als National Historic Landmark (NHL) klassifiziert sind und unter der Aufsicht des National Park Service (NPS) stehen, einer Behörde des amerikanischen Innenministeriums. Diese Wahrzeichen entsprechen besonderen Kriterien hinsichtlich ihrer nationalen Bedeutung, die sie aus der Menge der sonstigen Kulturdenkmale im National Register of Historic Places (NRHP) der USA herausheben.
In dieser Liste sind außerdem weitere Objekte in Maryland aufgeführt, die bundesweite historische Bedeutung haben: National Historic Sites, National Historical Parks, National Memorials und einige andere Einrichtungen sind Gebiete, Wahrzeichen oder Mahnmale in den USA, denen die Auszeichnung nicht durch das Innenministerium, sondern direkt durch Anordnungen des Kongresses oder des Präsidenten verliehen wurde. Solche historischen Monumente stehen zwar meist ebenfalls unter dem Schutz des National Park Service, sie wurden aber normalerweise nicht zusätzlich noch zum NHL erklärt, wenn der Schutzstatus vor Einführung des Landmarks-Programms 1960 verliehen wurde. Die in Maryland als nationale Monumente dieser Art geführten Objekte verzeichnet der National Park Service im Anhang der NHL-Liste zu Maryland.
Schließlich sind in dieser Liste auch jene Denkmale in Maryland verzeichnet, denen eine frühere Auszeichnung als NHL wieder aberkannt wurde.

## National Historic Landmarks in Maryland
In Maryland gibt es 75 solcher Kulturdenkmale, die in der folgenden Liste vollständig verzeichnet sind (Stand Februar 2017). 50 der Denkmale finden sich in 16 der 23 Countys in Maryland; 25 Denkmale gehören zur Stadt Baltimore, die keinem County zugeordnet ist.
Um die Konsistenz mit der Liste des National Park Service zu wahren, sind die Einträge in den folgenden Listen in derselben Reihenfolge und unter demselben Namen verzeichnet. Die Tabellenspalte links außen gibt mit einem Farbcode den Hinweis, welche Auszeichnungskategorie des National Park Systems für den jeweiligen Eintrag gilt.
|      | Legende des Farbcodes               |
| ---- | ----------------------------------- |
| NHL  | National Historic Landmark          |
| NHLD | National Historic Landmark District |
| NHS  | National Historic Site              |
| NHP  | National Historical Park            |
| NB   | National Battlefield                |
| NMON | National Monument                   |

| [ 6 ] | Name                                                                                        | Bild | Eintragsdatum | Lage                                                                                 | County                                          | Beschreibung |
| ----- | ------------------------------------------------------------------------------------------- | ---- | --- | ------------------------------------------------------------------------------------ | ----------------------------------------------- | --- |
| 1     | Accokeek Creek Site (Moyaone)                                                               |      | 19. Juli 1964 | Accokeek, Piscataway Park 38° 41′ 45,7″ N, 77° 3′ 6,6″ W                             | Prince George’s County                          | Archäologische Stätte eines größeren Dorfs der Piscataway-Indianer am Ufer des Potomac Rivers, besiedelt im 16. und 17. Jahrhundert und wahrscheinlich schon vor dem ersten Kontakt mit den europäischen Siedlern verlassen; archäologische Überreste lassen auf durchgehende Besiedlung der Gegend von etwa 3000 v.C. an schließen. |
| 2     | Army Medical Museum and Library                                                             |      | 12. Jan. 1965 | Silver Spring, 2500 Linden Lane 39° 0′ 31,2″ N, 77° 3′ 11,8″ W                       | Montgomery County                               | Der Name des NHL bezieht sich ursprünglich auf ein 1887 nach Plänen von Adolf Cluss erbautes Gebäude in Washington an der National Mall, das zeitweise zwei verschiedene medizinische Forschungseinrichtungen beherbergte, das National Museum of Health and Medicine (1888–1947 und 1962–1968) und die National Library of Medicine (1888–1962). 1968/69 wurde das Gebäude abgerissen um Platz zu machen für das neue Hirshhorn Museum für moderne Kunst, der NHL-Status wurde vom Gebäude auf die Sammlungen des Museums übertragen; das Museum wurde nach mehreren Zwischenstationen schließlich 2011 in Silver Spring neu eröffnet. |
| 3     | Ball’s Bluff Battlefield Historic District (Ball’s Bluff Battlefield and National Cemetery) |      | 27. Apr. 1984 (aktualisiert 23. Dez. 2016) | Leesburg (Virginia) 39° 7′ 53″ N, 77° 31′ 45″ W                                      | Montgomery County und Loudoun County (Virginia) | Stätte des Gefechts bei Balls Bluff 1861, am Beginn des amerikanischen Bürgerkriegs, das nach einer Reihe von Fehlentscheidungen mit einer Niederlage der Unionstruppen endete und zur Einsetzung einer politisch umstrittenen Untersuchungskommission des Kongresses führte (Joint Committee on the Conduct of War); der Landmark District umfasst die Gefechtsschauplätze und den Ball’s Bluff National Cemetery. |
| 4     | Baltimore                                                                                   |      | 4. Nov. 1993 | Baltimore, 1415 Key Highway 39° 16′ 27,8″ N, 76° 36′ 3,8″ W                          | City of Baltimore                               | Ältester funktionstüchtiger Dampfschlepper der USA; erbaut in Baltimore 1906, Hafenschlepper im Hafen von Baltimore bis 1963, seit 1981 im Besitz des Industriemuseums Baltimore. |
| 5     | Baltimore and Ohio Transportation Museum and Mount Clare                                    |      | 15. Sep. 1961 | Baltimore, 901 West Pratt Street 39° 17′ 7,2″ N, 76° 37′ 57,3″ W                     | City of Baltimore                               | Nach Größe und Qualität der Sammlung das bedeutendste Eisenbahnmuseum der USA, eröffnet 1953; der Bahnhof Mount Clare Station, 1830 in Betrieb genommen, ist Teil der ältesten Bahnstrecke der USA über große Entfernungen und älteste Bahnstation der USA für regelmäßigen Personenverkehr. 1844 Ort des Empfangs der ersten telegrafischen Sendung Samuel Morses. |
| 6     | Clara Barton House (Clara Barton National Historic Site)                                    |      | 12. Jan. 1965 (als NHL) 26. Okt. 1974 (als National Historic Site)                                                                              | Glen Echo, 5801 Oxford Road 38° 58′ 2,1″ N, 77° 8′ 26,8″ W                           | Montgomery County                               | 1897–1912 Wohnhaus von Clara Barton, amerikanische Krankenschwester und Philanthropin, Gründerin des Amerikanischen Roten Kreuzes; 1897–1904 Hauptgeschäftsstelle des amerikanischen Roten Kreuzes; erbaut 1891/92, 1974 zur National Historic Site erklärt. |
| 7     | Bollman Truss Railroad Bridge                                                               |      | 16. Feb. 2000 | Savage, Savage Mill Trail 39° 8′ 5,8″ N, 76° 49′ 30,2″ W                             | Howard County                                   | Einziges erhaltenes Exemplar der ersten vollständig aus Stahl gebauten Eisenbahnbrücke (Bollman-Träger); erbaut 1869 für eine der ältesten amerikanischen Eisenbahnstrecken zwischen Baltimore und Washington D.C., 1888 umgesetzt zur Überquerung des Little Patuxent Rivers, dort in Betrieb bis 1915/1947, 1983/84 restauriert als Fußgängerbrücke. |
| 8     | Brice House                                                                                 |      | 15. Apr. 1970 | Annapolis, 42 East Street 38° 58′ 45″ N, 76° 29′ 14″ W                               | Anne Arundel County                             | Eines von drei erhaltenen Ziegelhäusern im Georgianischen Stil des 18. Jahrhunderts in Annapolis; fünfteilige, symmetrisch gebaute Ziegelhaus-Villa mit großem Haupthaus und zwei Seitenflügeln, die jeweils durch ein Nebenhaus mit dem Haupthaus verbunden sind. |
| 9     | Carrollton Viaduct                                                                          |      | 11. Nov. 1971 | Baltimore 39° 16′ 31,2″ N, 76° 39′ 17,9″ W                                           | City of Baltimore                               | Erbaut 1828/29 über den Fluss Gwynns Falls; eine der ältesten funktionstüchtigen Eisenbahnbrücken der Welt und die älteste gemauerte Eisenbahnbrücke der Vereinigten Staaten. |
| 10    | Rachel Carson House                                                                         |      | 4. Dez. 1991 | Silver Spring, 11701 Berwick Road 39° 2′ 48″ N, 77° 0′ 3,3″ W                        | Montgomery County                               | Erbaut 1956; entworfen von der bedeutenden Wissenschaftsjournalistin und Sachbuchautorin Rachel Carson, anschließend Wohnhaus der Autorin bis zu ihrem Tod 1964; Carson arbeitete hier seit 1958 an ihrem Hauptwerk Silent Spring (veröffentlicht 1962). |
| 11    | Casselman Bridge, National Road                                                             |      | 29. Jan. 1964 | Grantsville 39° 41′ 48,3″ N, 79° 8′ 37″ W                                            | Garrett County                                  | Eine 1813 für die National Road (später ersetzt durch den U.S. Highway 40) gebaute Brücke über den Casselman River; die National Road war das erste große Bauprojekt der Vereinigten Staaten in öffentlicher Hand aus Bundesmitteln. |
| 12    | Whittaker Chambers Farm (Pipe Creek Farm)                                                   |      | 17. Mai 1988 | Westminster, East Saw Mill Road 39° 39′ 39,7″ N, 76° 58′ 55,2″ W                     | Carroll County                                  | Farmland von Whittaker Chambers, der in der McCarthy-Ära umstrittene Berühmtheit in den USA erlangt hatte: Chambers beschuldigte Alger Hiss vor dem Komitee für unamerikanische Umtriebe, Mitglied eines kommunistischen Untergrundnetzwerks innerhalb der amerikanischen Regierung gewesen zu sein. |
| 13    | Chase-Lloyd House                                                                           |      | 15. Apr. 1970 | Annapolis, 22 Maryland Avenue 38° 58′ 52″ N, 76° 29′ 19,4″ W                         | Anne Arundel County                             | Große, dreigeschossige Ziegelhaus-Villa im georgianischen Stil; erbaut 1769–1774; eines der ersten Häuser dieser Art, die in den neuenglischen Kolonien gebaut wurden. |
| 14    | Chestertown Historic District                                                               |      | 15. Apr. 1970 | Chestertown 39° 12′ 29,3″ N, 76° 3′ 54,2″ W                                          | Kent County                                     | Die Altstadt von Chestertown; der Landmark District umfasst eine große Zahl bauhistorisch wertvoller Häuser aus dem 18. und 19. Jahrhundert im georgianischen und neugotischen Stil; 1970 als NHL geschützt, 1984 wurden die Grenzen des Districts erweitert. |
| 15    | College of Medicine of Maryland (Davidge Hall)                                              |      | 25. Sep. 1997 | Baltimore, 522 West Lombard Street 39° 17′ 15,6″ N, 76° 37′ 23,3″ W                  | City of Baltimore                               | Erbaut 1812, seit 1813 durchgehend zur medizinischen Ausbildung genutzt und weitgehend in seinem äußeren Erscheinungsbild erhalten; ältestes Gebäude einer medizinischen Ausbildungseinrichtung in den USA. |
| 16    | Colonial Annapolis Historic District                                                        |      | 23. Juni 1965 | Annapolis 38° 58′ 44,2″ N, 76° 29′ 26,1″ W                                           | Anne Arundel County                             | Der Landmark District umfasst die 1695 angelegte Altstadt von Annapolis, Hauptstadt der Kolonie Province of Maryland und später des Staates Maryland. Annapolis war eine der ersten geplant angelegten Städte Neuenglands, der barocke Stadtplan wurde von Sir Francis Nicholson entworfen, dem zweiten königlichen Gouverneur von Maryland. Die Stadtplanung zeigt – für diese Zeit einzigartig – den Versuch, eine europäische Stadtanlage in Nordamerika nachzuahmen. Sowohl die Anlage der Straßenverläufe selbst als auch viele historische Bauwerke des 18. Jahrhunderts sind erhalten. Annapolis war 1784 Ort der Ratifizierung des Pariser Friedensvertrags durch den Kontinentalkongress und 1786 Ort der zweiten Annapolis Convention. Letztere war direkter Anlass der Philadelphia Convention, bei der die Verfassung der Vereinigten Staaten verabschiedet wurde. 1965 als NHL geschützt, 1984 wurden die Grenzen des geschützten Landmark Districts erweitert. |
| 17    | USS Constellation                                                                           |      | 23. Mai 1963 | Baltimore, Port of Baltimore, 301 East Pratt Street 39° 17′ 8,4″ N, 76° 36′ 40,3″ W  | City of Baltimore                               | Gebaut 1854; das letzte intakte Kriegsschiff des Amerikanischen Bürgerkriegs und eines der letzten von der US-Marine in Auftrag gegebenen Segelschiffe; erste Außerdienststellung 1933, reaktiviert als nationales Symbol 1940; Flaggschiff der US-Atlantikflotte Januar bis Juli 1942; seit 1955 Museumsschiff. |
| 18    | Doughoregan Manor                                                                           |      | 11. Nov. 1971 | Ellicott City, Manor Lane 39° 16′ 36″ N, 76° 53′ 35″ W                               | Howard County                                   | Erbaut 1766; bis zu seinem Tod 1832 Wohnhaus von Charles Carroll, dem damals letzten lebenden (und einzigen katholischen) Unterzeichner der Unabhängigkeitserklärung. |
| 19    | Edna E. Lockwood                                                                            |      | 19. Apr. 1994 | St. Michaels, Chesapeake Bay Maritime Museum 38° 47′ 8,4″ N, 76° 13′ 9,9″ W          | Talbot County                                   | Erbaut 1889, eingesetzt bis 1967; das letzte erhaltene und funktionstüchtige Austernfischer-Boot dieser Art. |
| 20    | Ellicott City Station                                                                       |      | 18. Okt. 1968 | Ellicott City, 2711 Maryland Avenue 39° 16′ 3,6″ N, 76° 47′ 41,8″ W                  | Howard County                                   | Ältester erhaltener Passagier-Bahnhof der USA, erbaut 1830/31, zunächst genutzt für Fahrten mit Pferdebahnen, ab 1832 mit Dampflokomotiven. |
| 21    | First Unitarian Church                                                                      |      | 20. Feb. 1972 | Baltimore, 12 West Franklin Street 39° 17′ 43,1″ N, 76° 36′ 56,7″ W                  | City of Baltimore                               | Erbaut 1817; erstes Kirchengebäude, das zur Ausübung der unitarischen Religion in den USA errichtet wurde. |
| 22    | Fort Frederick (Fort Frederick State Park)                                                  |      | 7. Nov. 1973 | Big Pool 39° 36′ 37,3″ N, 78° 0′ 13″ W                                               | Washington County                               | Die größte und am besten erhaltene koloniale Befestigungsanlage des 18. Jahrhunderts, viereckige, sternförmig angelegte Ummauerung; 1756/57 erbaut als Verteidigungsstellung im Siebenjährigen Krieg, erneut genutzt im Unabhängigkeitskrieg, als Kriegsgefangenenlager, und im Amerikanischen Bürgerkrieg, als Geschützstand; nach 1862 keine militärische Verwendung mehr; in den 1930er Jahren Restaurierungsarbeiten am Mauerwerk. |
| 23    | Gaithersburg Latitude Observatory                                                           |      | 20. Dez. 1989 | Gaithersburg, 100 DeSellum Avenue 39° 8′ 12,1″ N, 77° 11′ 55,3″ W                    | Montgomery County                               | Die Gebäude des Observatoriums wurden als NHL ausgezeichnet und geschützt aufgrund der historischen Bedeutung für die internationale Zusammenarbeit in der Geodäsie; begründet 1899 als eine von sechs Stationen weltweit zur Beobachtung der Polbewegung. |
| 24    | Greenbelt, Maryland Historic District (Old Greenbelt)                                       |      | 18. Feb. 1997 | Greenbelt 39° 0′ 10″ N, 76° 53′ 28″ W                                                | Prince George’s County                          | Der Historic Landmark District umfasst den Ortskern der Stadt Greenbelt, eine von drei Planstädten, die Ende der 1930er Jahre im Regierungsauftrag durch die kurzlebige Resettlement Administration (Vorläufer der Farm Security Administration) gegründet wurden („greenbelt towns“). Als Teil der New-Deal-Politik in der Regierungszeit Roosevelts wurden Bürger mit geringem Einkommen angeworben, sich in solchen Planstädten niederzulassen. |
| 25    | Habre de Venture (Thomas Stone National Historic Site)                                      |      | 11. Nov. 1971 (als NHL) 10. Nov. 1978 (als National Historic Site)                                                                              | Port Tobacco, 6655 Rose Hill Road 38° 31′ 52,2″ N, 77° 2′ 21,2″ W                    | Charles County                                  | Wohnhaus von Thomas Stone, einem der Unterzeichner der Amerikanischen Unabhängigkeitserklärung, erbaut 1771; das Farmhaus wurde 1971 als NHL geschützt; 1978 wurde das Farmgelände zur National Historic Site erklärt, eingeschlossen darin mehrere Ställe und Nebengebäude, die Plantagenanlage und zwei Friedhöfe, der Familienfriedhof der Stones und der Sklavenfriedhof. |
| 26    | Hammond-Harwood House                                                                       |      | 9. Okt. 1960 | Annapolis, 19 Maryland Avenue 38° 58′ 51,6″ N, 76° 29′ 18,2″ W                       | Anne Arundel County                             | Erbaut 1773/74 für den Farmer Matthias Hammond; eines der architekturhistorisch wichtigsten und besterhaltenen Beispiele der georgianischen Architektur der Kolonialzeit. |
| 27    | Hilda M. Willing                                                                            |      | 19. Apr. 1994 | Tilghman Island, Dogwood Harbor 38° 42′ 39,7″ N, 76° 19′ 53,1″ W                     | Talbot County                                   | Eines der letzten funktionstüchtigen Skipjack-Boote, erbaut 1905; die Skipjacks waren speziell für die Austernfischerei in der Chesapeake Bay entwickelte Segelboote. |
| 28    | His Lordship’s Kindness (Poplar Hill)                                                       |      | 15. Apr. 1970 | Rosaryville, 7606 Woodyard Road 38° 46′ 43,1″ N, 76° 50′ 40,4″ W                     | Prince George’s County                          | Beispiel für eine Reihe von Landhäusern im georgianischen Stil, die die wohlhabenden Plantagenbesitzer im Prince George’s County im 18. Jahrhundert bauten; ursprünglich um 1735 erbaut, wurde das Haupthaus Ende des 18. Jahrhunderts neu gebaut und um Nebengebäude ergänzt. |
| 29    | Homewood                                                                                    |      | 11. Nov. 1971 | Baltimore, 3400 North Charles Street 39° 19′ 46,9″ N, 76° 37′ 8,1″ W                 | City of Baltimore                               | 1801–03 erbaut von Charles Carroll, einem der Unterzeichner der Amerikanischen Unabhängigkeitserklärung; 1902 neuer Campus der Johns Hopkins University, seit 1987 Museum. |
| 30    | Kathryn                                                                                     |      | 19. Apr. 1994 | St. Michaels 38° 47′ 19,6″ N, 76° 13′ 13,2″ W                                        | Talbot County                                   | Eines der letzten funktionstüchtigen Skipjack-Boote, erbaut 1901; die Skipjacks waren speziell für die Austernfischerei in der Chesapeake Bay entwickelte Segelboote. |
| 31    | Kennedy Farm (John Brown’s Headquarters)                                                    |      | 7. Nov. 1973 | Samples Manor, Sharpsburg, 2406 Chestnut Grove Road 39° 22′ 47,9″ N, 77° 42′ 54,7″ W | Washington County                               | Farm, die 1859 dem radikalen Sklavereigegner John Brown als Hauptquartier zur Planung und Durchführung seines Überfalls auf Harpers Ferry diente. |
| 32    | Lightship 116 „Chesapeake“ (Lightship Chesapeake (LV-116))                                  |      | 20. Dez. 1989 | Baltimore, Port of Baltimore 39° 17′ 8,2″ N, 76° 36′ 31,6″ W                         | City of Baltimore                               | Das Feuerschiff mit der Nummer 116 wurde 1930 fertiggestellt und bis 1970 an unterschiedlichen Orten der amerikanischen Ostküste eingesetzt, die längste Zeit davon am Eingang der Chesapeake Bay, wo das Schiff 1971 als letztes von ursprünglich sechs Feuerschiffen an der Bay-Mündung außer Dienst gestellt wurde; seit 1982 Museumsschiff in Baltimore. |
| 33    | London Town Publik House (William Brown House)                                              |      | 15. Apr. 1970 | Woodland Beach, Nordende Londontown Road 38° 56′ 29,2″ N, 76° 32′ 22,9″ W            | Anne Arundel County                             | Großer Backsteinbau im georgianischen Stil; als Gaststätte erbaut 1758–64 von William Brown, einem Fährenbesitzer, an einer Durchgangsstraße direkt oberhalb des Fähranlegers der damals scheinbar wirtschaftlich florierenden kolonialen Ortschaft London Town. Die Ortschaft wurde Ende des 18. Jahrhunderts aufgegeben, und das William-Brown-House ist der einzige noch als Original erhaltene Bau an dieser Stelle. Von 1822 bis 1966 Armenhaus des Arundel-Countys. |
| 34    | J. C. Lore Oyster House (Seafood Packing Plant)                                             |      | 7. Aug. 2001 | Solomons, 14430 Solomons Island Road 38° 19′ 26″ N, 76° 27′ 40″ W                    | Calvert County                                  | Erbaut 1934; als NHL geschützt aufgrund der historischen Bedeutung für die Fischerei, insbesondere die Austernfischerei, der Patuxent-River-Region; architekturhistorische Bedeutung als seltenes Beispiel einer nahezu im Originalzustand erhaltenen Verpackungsfabrik für Meeresfrüchte vom Beginn des 20. Jahrhunderts. |
| 35    | Maryland State House                                                                        |      | 19. Dez. 1960 | Annapolis, 100 State Circle 38° 58′ 44,7″ N, 76° 29′ 27,5″ W                         | Anne Arundel County                             | Sitz des Parlaments von Maryland; erbaut 1772–79, das älteste durchgehend genutzte State House der Vereinigten Staaten; 1783/84 Sitz des zweiten Kontinentalkongresses mit Ratifizierung des Vertrags von Paris, der den amerikanischen Revolutionskrieg beendete. |
| 36    | Elmer V. McCollum House                                                                     |      | 7. Jan. 1976 | Baltimore, 2301 Monticello Road 39° 18′ 48,4″ N, 76° 41′ 4,3″ W                      | City of Baltimore                               | 1929–39 Wohnhaus des Biochemikers Elmer McCollum. |
| 37    | Henry L. Mencken House                                                                      |      | 28. Juli 1983 | Baltimore, 1524 Hollins Street 39° 17′ 15,4″ N, 76° 38′ 30,6″ W                      | City of Baltimore                               | Wohnhaus des amerikanischen Schriftstellers und Journalisten, Literaturkritikers und Satirikers Henry L. Mencken von 1883 bis 1956. |
| 38    | Minor Basilica of the Assumption of the Blessed Virgin Mary (Baltimore Basilica)            |      | 11. Nov. 1971 | Baltimore, 409 Cathedral Street 39° 17′ 39,9″ N, 76° 36′ 59,5″ W                     | City of Baltimore                               | Die erste römisch-katholische Kathedrale in Nordamerika, erbaut zwischen 1806 und 1863. |
| 39    | Monocacy Battlefield (Monocacy National Battlefield)                                        |      | 8. Nov. 1973 (als NHL) 21. Okt. 1976 (als Monocacy National Battlefield) ursprünglich schon 21. Juni 1934 (als Monocacy National Military Park) | Frederick 39° 22′ 16,1″ N, 77° 23′ 31,5″ W                                           | Frederick County                                | Stätte der Schlacht von Monocacy am 9. Juli 1864, einem Kriegsereignis im Amerikanischen Bürgerkrieg. Die Schlacht bekam den Beinamen „die Schlacht, die Washington rettete“, weil es Unionstruppen gelang, ein zahlenmäßig weit überlegenes Heer der Südstaatenarmee für einen Tag auf dem Weg zur Eroberung der Bundeshauptstadt Washington aufzuhalten – was ausreichte, die Verteidigung der Stadt entscheidend zu verstärken. 1973 als NHL geschützt, 1976 wurde der Schutzstatus erhöht zum National Battlefield; bereits 1934 war ein Teil des Geländes als National Military Park unter Schutz gestellt worden. |
| 40    | Montpelier (Snowden-Long House)                                                             |      | 15. Apr. 1970 | Laurel 39° 3′ 54″ N, 76° 50′ 42″ W                                                   | Prince George’s County                          | Landhaus im georgianischen Stil, welches in der frühen Zeit der Vereinigten Staaten häufig als repräsentatives Gästehaus gebraucht wurde; erbaut Mitte des 18. Jahrhunderts, mehrfach erweitert. |
| 41    | Mount Clare                                                                                 |      | 15. Apr. 1970 | Baltimore, Carroll Park 39° 16′ 37,1″ N, 76° 38′ 36,6″ W                             | City of Baltimore                               | Ziegelhaus in georgianischem Stil; ältestes erhaltenes Kolonialgebäude in Baltimore; während des Amerikanischen Bürgerkriegs als Quartier der Unionstruppen genutzt; nach 1865 deutscher Biergarten bis 1890. |
| 42    | Mount Royal Station and Trainshed                                                           |      | 8. Dez. 1976 | Baltimore, 1400 Cathedral Street 39° 18′ 21,5″ N, 76° 37′ 12,2″ W                    | City of Baltimore                               | Gebaut und eröffnet 1896, Bahnhof und Bahnhofshalle sind typisches Beispiel für die Ästhetik städtischer Industriearchitektur der Jahrhundertwende-Zeit; seit 1966 umgewidmet und vom Maryland Institute College of Art als Atelier- und Ausstellungsgebäude genutzt. |
| 43    | Mount Vernon Place Historic District                                                        |      | 11. Nov. 1971 | Baltimore 39° 17′ 51″ N, 76° 36′ 56,3″ W                                             | City of Baltimore                               | Zum Landmark District gehören Parkanlagen, Straßenzüge und historische Bauwerke aus dem 19. und 20. Jahrhundert im Stadtgebiet rund um das Washington Monument; eines der frühesten Beispiele bewusst zur Betonung eines Monuments geplanter Stadtarchitektur in den USA. Daneben zählt die Mount Vernon Place United Methodist Church zu den denkmalgeschützten Bauwerken. |
| 44    | Nellie Crockett                                                                             |      | 19. Apr. 1994 | Georgetown 39° 21′ 40″ N, 75° 52′ 54,6″ W                                            | Kent County                                     | Traditionelles Arbeitsboot in der Chesapeake Bay, eingesetzt für den Transport des Austernfangs direkt von den Austernbooten in der Bay zu den Verkaufsstellen; gebaut 1926. |
| 45    | Old Lock Pump House, Chesapeake and Delaware Canal                                          |      | 12. Jan. 1965 | Chesapeake City, 815 Bethel Road 39° 31′ 38,6″ N, 75° 48′ 24,9″ W                    | Cecil County                                    | Früheres Pumpenhaus des Chesapeake & Delaware Canals im Norden der Delmarva-Halbinsel, der die Chesapeake Bay mit dem Delaware River verbindet; zur Zeit der Fertigstellung des Kanals 1829 musste das Wasser zum Heben und Absenken der Schiffe durch solche Pumpen aufwärts gepumpt werden; das älteste Gebäude des Ensembles wurde 1837 erbaut; Museum. |
| 46    | William Paca House (Carvell Hall Hotel)                                                     |      | 11. Nov. 1971 | Annapolis, 186 Prince George Street 38° 58′ 46,4″ N, 76° 29′ 15,9″ W                 | Anne Arundel County                             | Villa im georgianischen Stil, erbaut 1763–65; William Paca war einer der Unterzeichner der Unabhängigkeitserklärung der Vereinigten Staaten und Gouverneur von Maryland. |
| 47    | Peale’s Baltimore Museum (Municipal Museum of the City of Baltimore)                        |      | 21. Dez. 1965 | Baltimore, 225 North Holliday Street 39° 17′ 30,7″ N, 76° 36′ 36,4″ W                | City of Baltimore                               | Das erste Gebäude in den Vereinigten Staaten, welches ausdrücklich als Museum erbaut wurde; eröffnet 1814 von Rembrandt Peale und seinem Vater Charles Willson Peale; 1830 an die Stadt Baltimore verkauft und bis 1876 deren erstes Rathaus. |
| 48    | Phoenix Shot Tower (Baltimore Shot Tower)                                                   |      | 11. Nov. 1971 | Baltimore, 800 Fayette Street 39° 17′ 27″ N, 76° 36′ 19,8″ W                         | City of Baltimore                               | Der Schrotturm in Baltimore wurde 1828 erbaut und blieb bis 1892 in regulärem Betrieb; mit gut 71 m Höhe war der Turm bis 1846 das höchste Gebäude der USA; Industriedenkmal, als NHL geschützt aufgrund der ungewöhnlichen Höhe und weil der Turm der mit Abstand am besten erhaltene von den wenigen verbliebenen Schrottürmen in den USA ist. |
| 49    | Edgar Allan Poe House                                                                       |      | 11. Nov. 1971 | Baltimore, 203 North Amity Street 39° 17′ 21,2″ N, 76° 38′ 0″ W                      | City of Baltimore                               | Um 1830 erbautes einfaches Ziegelhaus; Wohnhaus des Schriftstellers Edgar Allan Poe von 1833 bis 1835; Poe-Museum seit 1949, seit 2012 von der Stadt Baltimore unterhalten. |
| 50    | Rebecca T. Ruark                                                                            |      | 31. Juli 2003 | Tilghman Island, Dogwood Harbor 38° 42′ 47,1″ N, 76° 20′ 8,2″ W                      | Talbot County                                   | Gebaut 1886; eines von zwei erhaltenen und funktionstüchtigen Skipjack-Booten aus dem 19. Jahrhundert; die Skipjacks waren speziell für die Austernfischerei in der Chesapeake Bay entwickelte Segelboote. |
| 51    | Ira Remsen House                                                                            |      | 15. Mai 1975 | Baltimore, 214 West Monument Street 39° 17′ 50,9″ N, 76° 37′ 9,3″ W                  | City of Baltimore                               | Von 1901 bis 1925 Wohnhaus des Chemikers Ira Remsen, zweiter Präsident der Johns Hopkins University von 1901 bis 1912. |
| 52    | Riversdale (Calvert Mansion)                                                                |      | 9. Dez. 1997 | Riverdale Park, 4811 Riverdale Road 38° 57′ 37″ N, 76° 55′ 55″ W                     | Prince George’s County                          | Plantagen-Villa mit architekturhistorischer Bedeutung wegen der auffälligen Verbindung amerikanischer und europäischer Einflüsse im fünfteiligen, spät-georgianischen Bauwerk, erbaut 1801, zweite Bauphase ab 1830; lebenslang Wohnsitz von Charles Benedict Calvert (1808–1864), Abgeordneter für Maryland im amerikanischen Repräsentantenhaus und Agrar-Reformer. |
| 53    | Henry August Rowland House                                                                  |      | 15. Mai 1975 | Baltimore, 915 Cathedral Street 39° 18′ 1,9″ N, 76° 37′ 2,3″ W                       | City of Baltimore                               | Typisches Ziegelbau-Reihenhaus des späten 19. Jahrhunderts; Wohnhaus des Physikers Henry Augustus Rowland. |
| 54    | Savannah (Nuclear Ship)                                                                     |      | 17. Juli 1991 | Baltimore, Port of Baltimore 39° 15′ 30,5″ N, 76° 33′ 19,5″ W                        | City of Baltimore                               | Weltweit erstes nuklear betriebenes Handelsschiff und weltweit zweites ziviles Schiff (nach dem Eisbrecher Lenin) mit Nuklearantrieb; Stapellauf 1959, Außerdienststellung 1972, Museumsschiff seit 1981. |
| 55    | St. Mary’s City Historic District                                                           |      | 4. Aug. 1969 | Saint Mary’s City 38° 10′ 50,3″ N, 76° 25′ 46,7″ W                                   | Saint Mary’s County                             | Eine der frühesten kolonialen Ansiedlungen in Nordamerika, gegründet 1634; Provinzhauptstadt der Kolonie Maryland bis 1695, bis 1708 noch County-Sitz, anschließend wurde der Ort verlassen; archäologische Stätte mit mindestens 60 erhaltenen Gebäuderesten unter der Erdoberfläche, Rekonstruktionen, Freilichtmuseum. |
| 56    | St. Mary’s Seminary Chapel                                                                  |      | 11. Nov. 1971 | Baltimore, 600 North Paca Street 39° 17′ 45″ N, 76° 37′ 24,4″ W                      | City of Baltimore                               | Älteste Kirche im neo-gotischen Architektur-Stil in den Vereinigten Staaten; erbaut 1806–1808 für das St. Mary’s Seminary, das älteste römisch-katholische Seminar in den Vereinigten Staaten, gegründet 1791. |
| 57    | Sheppard and Enoch Pratt Hospital and Gatehouse (Sheppard Pratt Hospital)                   |      | 11. Nov. 1971 | Towson, 6501 North Charles Street 39° 23′ 28″ N, 76° 37′ 9″ W                        | Baltimore County                                | Zwei Hauptgebäude und das Pförtnerhaus einer psychiatrischen Klinik; als NHL ausgezeichnet wegen der wuchtigen neo-romanischen Architektur der Hauptgebäude und wegen der funktionellen Architektur, da erstmals Patienten entsprechend der Art ihrer geistigen Erkrankung unterschiedlich untergebracht waren; erbaut 1860 (Pförtnerhaus) bzw. von 1862 bis 1891 (Hauptgebäude, Architekt Calvert Vaux). |
| 58    | Shifferstadt (Schifferstadt)                                                                |      | 23. Dez. 2016 | Frederick, 1110 Rosemont Avenue 39° 25′ 24,9″ N, 77° 25′ 36,8″ W                     | Frederick County                                | Wohnhaus, erbaut um 1758 von deutschen Immigranten aus Schifferstadt; eines der ältesten historischen Gebäude in Maryland und eines der besterhaltenen Beispiele für die frühe deutsche Kolonialarchitektur in den Vereinigten Staaten; Architekturmuseum. |
| 59    | Sion Hill                                                                                   |      | 27. Apr. 1992 | Havre de Grace, 2026 Level Road 39° 33′ 54,2″ N, 76° 7′ 42,9″ W                      | Harford County                                  | Erbaut zwischen 1785 und 1800; Beispiel für die amerikanische Federal-Style-Architektur und bekannt als Wohnhaus der Rodgers-Familie, der mehrere prominente Offiziere der United States Navy entstammten. |
| 60    | Sotterley                                                                                   |      | 16. Feb. 2000 | Hollywood, 44300 Sotterley Lane 38° 22′ 34,9″ N, 76° 32′ 31,4″ W                     | Saint Mary’s County                             | Das Haupthaus einer Plantage ist eines von zwei erhaltenen Beispielen für ein Pfostenhaus-Bauwerk, die typische Bauweise der frühen Siedler in der Chesapeak-Region von Maryland, Delaware und Virginia; erste Bauphase Anfang des 18. Jahrhunderts, im Laufe des 18. Jahrhunderts mehrfach ausgebaut und erweitert, u. a. Wohnhaus des 2. Gouverneurs von Maryland, George Plater; Hausmuseum seit 1961; viele Außengebäude tragen bei zur Atmosphäre einer Plantage des 18. Jahrhunderts. |
| 61    | Spacecraft Magnetic Test Facility                                                           |      | 3. Okt. 1985 | Greenbelt, Good Luck Road 39° 0′ 13,7″ N, 76° 49′ 36,7″ W                            | Prince George’s County                          | Einzige Einrichtung der NASA, mittels der es möglich ist, den Magnetismus unbemannter Raumfahrzeuge zu bestimmen und zu minimieren und damit unerwünschte Drehmomente, die durch Wechselwirkung mit dem Erdmagnetfeld entstehen können, zu reduzieren; erbaut 1966, die Einrichtung gehört zum Goddard Space Flight Center. |
| 62    | Star-Spangled Banner Flag House                                                             |      | 16. Dez. 1969 | Baltimore, 844 East Pratt Street 39° 17′ 14,8″ N, 76° 36′ 11,8″ W                    | City of Baltimore                               | Wohnhaus von Mary Young Pickersgill, die dort 1813 jene große Flagge der Vereinigten Staaten herstellte, die im Britisch-Amerikanischen Krieg während der entscheidenden Schlacht von Baltimore 1814 über dem Fort McHenry wehte; von dieser Flagge wurde Francis Scott Key zu seinem Gedicht Defense of Fort McHenry inspiriert, welches später unter dem Titel The Star-Spangled Banner Nationalhymne der Vereinigten Staaten wurde. |
| 63    | Peggy Stewart House (Rutland-Jenifer-Stone House)                                           |      | 7. Nov. 1973 | Annapolis, 207 Hanover Street 38° 58′ 53,3″ N, 76° 29′ 13″ W                         | Anne Arundel County                             | Wohnhaus im georgianischen Stil erbaut zwischen 1761 und 1764; zeitweise Wohnsitz von Thomas Stone (Unterzeichner der Unabhängigkeitserklärung) und Daniel of St. Thomas Jenifer (Unterzeichner der Verfassung). |
| 64    | Taney                                                                                       |      | 7. Juni 1988 | Baltimore, Port of Baltimore 39° 17′ 9″ N, 76° 36′ 23″ W                             | City of Baltimore                               | ehemaliges Kriegsschiff der US-Küstenwache; das am längsten noch dienstfähige Kriegsschiff, welches beim Angriff auf Pearl Harbor 1941 erhalten blieb; Indienststellung 1936, Außerdienststellung 1986, Museumsschiff. |
| 65    | Thomas Point Shoal Light Station (AA-358)                                                   |      | 20. Jan. 1999 | Annapolis 38° 53′ 56,4″ N, 76° 26′ 9,6″ W                                            | Anne Arundel County                             | Leuchtturm mit Wohnhaus auf Schraubenträgern (englisch: Screwpile, eine Erfindung des irischen Ingenieurs Alexander Mitchell); der letzte noch am originalen Einsatzort befindliche Leuchtturm dieser Art von ursprünglich über 100 an der Ostküste der Vereinigten Staaten; erbaut 1875, seit 1964 der letzte bemannte Leuchtturm in der Chesapeake Bay, seit 1984 automatisiert, aktive Nutzung bis 1998. |
| 66    | Thomas Viaduct, Baltimore & Ohio Railroad                                                   |      | 28. Jan. 1964 | Relay 39° 13′ 17,7″ N, 76° 42′ 47,9″ W                                               | Baltimore County und Howard County              | Weltweit älteste Eisenbahnbrücke mit mehreren Steinbögen, ältestes Beispiel für eine bedeutende Eisenbahnbrücke in den Vereinigten Staaten; erbaut 1835. |
| 67    | Torsk (USS) (SS-423)                                                                        |      | 14. Jan. 1986 | Baltimore, Port of Baltimore 39° 17′ 5,6″ N, 76° 36′ 31,3″ W                         | City of Baltimore                               | Als NHL ausgezeichnet für die exemplarische Bedeutung als Teil der U-Boot-Flotte auf dem pazifischen Kriegsschauplatz im Zweiten Weltkrieg. |
| 68    | Tulip Hill                                                                                  |      | 15. Apr. 1970 | Galesville, 4621 Muddy Creek Road 38° 51′ 12,9″ N, 76° 33′ 15,7″ W                   | Anne Arundel County                             | Repräsentatives Plantagenhaus im georgianischen Stil; erbaut 1755–56, erweitert um Seitenflügel 1787–1790. |
| 69    | United States Naval Academy                                                                 |      | 4. Juli 1961 | Annapolis, 121 Blake Road 38° 58′ 55,4″ N, 76° 29′ 8,9″ W                            | Anne Arundel County                             | Offizierschule der Marine und der Marineinfanterie der Vereinigten Staaten; gegründet 1845, Neu- und Ausbau nach 1899. |
| 70    | Washington Aqueduct                                                                         |      | 7. Nov. 1973 | Great Falls und Washington, D.C. 38° 56′ 15″ N, 77° 6′ 51″ W                         | Montgomery County und District of Columbia      | Industriedenkmal; das Aquädukt verbindet die Wasserfälle des Potomac mit dem Dalecarlia Reservoir und dient der öffentlichen Wasserversorgung der Bundeshauptstadt Washington, D.C.; eines der ältesten Aquädukte der Vereinigten Staaten, erbaut 1853–1859, Fertigstellung 1864, seither durchgehend in Gebrauch (auch als NHL im District of Columbia geführt). |
| 71    | William Henry Welch House                                                                   |      | 7. Jan. 1976 | Baltimore, 935 St. Paul Street 39° 18′ 3,2″ N, 76° 36′ 50,8″ W                       | City of Baltimore                               | Ziegelbau-Reihenhaus; Wohnhaus des Mediziners William Henry Welch von 1891 bis 1908. |
| 72    | West St. Mary’s Manor                                                                       |      | 15. Apr. 1970 | Drayden, West St. Mary’s Manor Road 38° 10′ 59,5″ N, 76° 26′ 55,4″ W                 | Saint Mary’s County                             | Erbaut zwischen 1700 und 1730; herausragendes und seltenes Beispiel für einen kleinen Gutshof in Ziegel- und Holzbauweise; Beispiel für den Übergang von der Ein- und Zweiraum-Bauweise des 17. Jahrhunderts zur größeren, symmetrischeren Anlage im 18. Jahrhundert. |
| 73    | Whitehall                                                                                   |      | 9. Okt. 1960 | Annapolis, Whitehall Road 39° 0′ 16,5″ N, 76° 25′ 44,1″ W                            | Anne Arundel County                             | Ungewöhnlich lange (61 m), fünfteilige Plantagenvilla; erbaut 1764 im kolonialen georgianischen Stil. |
| 74    | William B. Tennison                                                                         |      | 19. Apr. 1994 | Solomons, Calvert Marine Museum 38° 19′ 52,3″ N, 76° 27′ 47,5″ W                     | Calvert County                                  | Ursprünglich 1899 als Segelboot gebaut, als traditioneller Austernfischer der Chesapeake Bay in „Bugeye“-Bauweise; 1907/08 wurde der Segelmast entfernt und ein Motor eingebaut, um das Boot für den Transport des Austernfangs direkt von den Austernbooten in der Bay zu den Verkaufsstellen einsetzen zu können, einziges erhaltenes Schiff mit diesem Umbau. |
| 75    | Wye House                                                                                   |      | 15. Apr. 1970 | Easton 38° 51′ 11,9″ N, 76° 10′ 5,7″ W                                               | Talbot County                                   | Repräsentatives Haupthaus der Wye-Plantage, repräsentativ auch für die Sklavenhalter-Bewirtschaftung solcher Plantagen, wie sie zur Wye-Plantage von Frederick Douglass beschrieben wurde; erbaut zwischen 1780 und 1790, Übergang vom georgianischen Architekturstil zum Federal Style. |

## Historische Monumente in Maryland
In Maryland gibt es 10 solcher Gebiete, die vom National Park Service im Anhang der Landmark-Liste für Maryland genannt werden (Stand 2017), drei davon sind auch National Historic Landmarks und in der Liste oben bereits verzeichnet: die Clara Barton National Historic Site, das Monocacy National Battlefield und die Thomas Stone National Historic Site (letztere unter dem Namen Habre de Venture). Die sieben anderen sind:
| [ 121 ] | Name                                               | Bild | Eintragsdatum                                                                     | Lage | County                                                                                    | Beschreibung |
| ------- | -------------------------------------------------- | ---- | --------------------------------------------------------------------------------- | --- | ----------------------------------------------------------------------------------------- | --- |
| 1       | Antietam National Battlefield                      |      | 30. Aug. 1890                                                                     | Sharpsburg, 5831 Dunker Church Road 39° 28′ 27,1″ N, 77° 44′ 40,3″ W | Washington County                                                                         | Schlachtfeld der Schlacht am Antietam am 17. September 1862 in der Nähe des Antietam Creek bei Sharpsburg; blutigste eintägige Schlacht des Amerikanischen Bürgerkriegs mit etwa 3600 Gefallenen und Gesamtverlusten von etwa 23000 Soldaten; erfolgloser Abschluss des ersten Invasionsversuchs der konföderierten Streitkräfte unter Führung des Generals Robert E. Lee in die Nordstaaten; als National Battlefield geschützt 1890. |
| 2       | Chesapeake and Ohio Canal National Historical Park |      | 8. Jan. 1971                                                                      | Cumberland (Stadt im Allegany County (Maryland), westliches Ende des Parks) 39° 38′ 47,5″ N, 78° 45′ 49,4″ W Georgetown (Stadtteil von Washington, D.C., östliches Ende des Parks) 38° 54′ 14,5″ N, 77° 3′ 24,3″ W | Mehrere Countys                                                                           | Das Gebiet des Chesapeake und Ohio Kanals gehört als National Historical Park der Vereinigten Staaten zum District of Columbia und zu den Bundesstaaten Maryland und West Virginia; Industriedenkmal und Erholungsgebiet; der Park erstreckt sich über eine Entfernung von fast 270 km zwischen Cumberland, Maryland, und Washington, D.C., parallel zum Potomac. |
| 3       | Fort McHenry National Monument and Historic Shrine |      | 3. März 1925 (als National Park) 11. Aug. 1939 (als National Monument)            | Baltimore, 2400 East Fort Avenue 39° 15′ 46,3″ N, 76° 34′ 45,7″ W | City of Baltimore                                                                         | Großes Küstenfort im Süden von Baltimore; bekannt durch seine Rolle im Britisch-Amerikanischen Krieg (1812–14), als das Fort in der entscheidenden Schlacht von Baltimore am 13./14. September 1814 den Hafen der Stadt gegen einen Angriff der Britischen Marine verteidigte; die große Flagge der Vereinigten Staaten, die an diesem Tag über dem Fort McHenry wehte, inspirierte Francis Scott Key zu seinem Gedicht Defense of Fort McHenry, welches 1931 unter dem Titel The Star-Spangled Banner zur Nationalhymne der Vereinigten Staaten erklärt wurde. |
| 4       | Fort Washington Park                               |      | 29. Mai 1930                                                                      | Fort Washington, 13551 Fort Washington Road 38° 42′ 39″ N, 77° 1′ 59″ W | Prince George’s County                                                                    | Ursprünglich angelegt als Fort Warburton zum Schutz der Bundeshauptstadt vor Angriffen vom Potomac River aus, 1809 fertig gestellt; 1814, gegen Ende des Britisch-Amerikanischen Kriegs, nach dem vernichtenden Angriff der Briten auf die Hauptstadt und dem Brand von Washington von eigenen Truppen zerstört; knapp zwei Wochen später – jetzt auch offiziell unter dem Namen Fort Washington – neu aufgebaut, Fertigstellung 1824; im Laufe des 19. und 20. Jahrhunderts mehrfach Erweiterungen der Befestigung und Bewaffnung; seit 1946 unter Verwaltung des amerikanischen Innenministeriums, Freizeit- und Erholungspark mit kleinem Museum. |
| 5       | Hampton National Historic Site (Hampton Mansion)   |      | 22. Juni 1948                                                                     | Towson, 535 Hampton Lane 39° 24′ 58,8″ N, 76° 35′ 15,4″ W | Baltimore County                                                                          | Gebäudeensemble und Landschaft einer ausgedehnten landwirtschaftlichen und frühindustriellen Ansiedlung. Das Haupthaus des Gutshofs, Hampton Mansion, wurde zwischen 1783 und 1790 im georgianischen Stil erbaut. Die Bedeutung als Historic Site geht aber über die Pracht der Villenarchitektur weit hinaus: Landschaftsarchitektur, Anordnung und Erhaltungszustand der Gebäude des Sklavenhalter-Hofs sowie die wissenschaftlich bedeutenden Archive des Besitzes spiegeln 200 Jahre amerikanische Sozial- und Wirtschaftsgeschichte. |
| 6       | Harpers Ferry National Historical Park             |      | 30. Juni 1944 (als National Monument) 29. Mai 1963 (als National Historical Park) | Maryland Heights 39° 19′ 30,8″ N, 77° 43′ 32,4″ W | Washington County (Maryland), Jefferson County (West Virginia), Loudoun County (Virginia) | Der Park befindet sich am Zusammenfluss des Potomac mit dem Shenandoah River, Anteile am Park haben die Bundesstaaten West Virginia, Virginia und Maryland. Das Zentrum des Parks, der historische Ort Harpers Ferry in West Virginia, ist insbesondere bekannt als Stätte eines Überfalls des Sklavereigegners John Brown, der plante, von hier aus 1859 einen Sklavenaufstand zu entfachen. Das Gelände des heutigen Parks war im Amerikanischen Bürgerkrieg eine besonders heftig und blutig umstrittene Region; der Park-Anteil Marylands, die „Maryland Heights“, waren der strategisch wichtige Ort, von dem aus sich das Kampfgeschehen bei Harpers Ferry überblicken ließ. Abgesehen von der Bedeutung im Bürgerkrieg ist der Park außerdem bedeutende archäologische Stätte zur Geschichte der USA und zur Vorgeschichte der indianischen Ureinwohner. |
| 7       | Piscataway Park                                    |      | 4. Okt. 1961                                                                      | Accokeek 38° 41′ 36,4″ N, 77° 4′ 15,1″ W | Prince George’s County                                                                    | Wichtigster Grund, den Piscataway Park insgesamt als Objekt unter den Schutz des National Park Service zu stellen, war der Wille, die historisch dokumentierte Aussicht von George Washingtons Landsitz Mount Vernon aus über den Potomac River dauerhaft vor städtischer Verbauung zu bewahren. |

## Ehemalige National Historic Landmarks in Maryland
|   | Name               | Bild | Eintrag/Austrag                          | Lage                                       | County              | Beschreibung |
| - | ------------------ | ---- | ---------------------------------------- | ------------------------------------------ | ------------------- | --- |
| 1 | Resurrection Manor |      | 15. Apr. 1970 ausgetragen: 17. Feb. 2006 | Hollywood 38° 20′ 17,9″ N, 76° 30′ 34,1″ W | Saint Mary’s County | Das Haus war ein Beispiel für die frühe Ziegelbauweise kleinerer Farmhäuser in den USA; erbaut Anfang des 18. Jahrhunderts; abgerissen und durch einen Neubau ersetzt 2002. |